# Resseliella carnea
Resseliella carnea är en tvåvingeart som först beskrevs av Jean-Jacques Kieffer 1924.  Resseliella carnea ingår i släktet Resseliella och familjen gallmyggor.
Artens utbredningsområde är Frankrike. Inga underarter finns listade i Catalogue of Life.